# Bernard Spolsky
Bernard Spolsky (Wellington, Nova Zelândia, 11 de fevereiro de 1932 — Jerusalém, Israel, 20 de agosto de 2022), foi professor emérito de linguística na Universidade Bar-Ilan (Israel), com especialização em sociolinguística, educação linguística e linguística aplicada.  Spolsky estudou no Wellington College e na Victoria University. Ele recebeu seu título de pós doutor em linguística pela Universidade de Montreal. 
Sua carreira de professor começou na Nova Zelândia na década de 50 e, nos anos seguintes, atuou em diferentes instituições de ensino superior como Universidade McGill no Canadá, Universidade de Indiana e Universidade do Novo México ambas nos Estados Unidos, dentre outras. Na década de 80, ingressou como professor na Universidade Bar-Ilan, em Jerusalém, fundando e tornando-se depois diretor do Centro de Pesquisa de Políticas Linguísticas (Language Policy Research Center). Foi, ainda, com a também importante linguista Elana Shohamy, cofundador do periódico Language Policy, sendo seu primeiro editor chefe (2002-2007).
Os trabalhos de Spolsky estão relacionados com testes de línguas, aprendizagem de uma segunda língua, computadores nas humanidades, linguística aplicada, educação linguística, sociolinguística e política linguística.
Bernard Dov Spolsky foi um estudioso visionário, um intelectual público engajado e um ser humano de valor inestimável que deixou um legado.

## Educação Linguística
No capítulo intitulado "Introdução: O que é Educação Linguística?" (The Handbook of Educational Linguistics, 2008), ele reforça que nomeou pela primeira vez a Educação Linguística como área em 1978 (Spolsky, 1974b), em dois livros introdutórios (Spolsky, 1978; Stubbs, 1986). Segundo ele, a educação linguística expandiu-se rapidamente e tornou-se amplamente reconhecida em textos de referência (Corson, 1997; Spolsky, 1999) e em programas e cursos universitários.
Com a crescente importância do ensino de línguas como resultado da descolonização e da globalização, cada vez mais sistemas educativos estão a apreciar a necessidade de formar professores e administradores nos aspectos da linguística que são relevantes para a educação e nos vários subcampos que cresceram dentro da educação linguística.